# Kristineberg (tunnelbanestation)
Kristineberg är en station inom Stockholms tunnelbana i stadsdelarna Kristineberg och Fredhäll i Stockholms innerstad.
Stationen ligger på T-bana 1 (gröna linjen) mellan Thorildsplan och Alvik. Den ligger utmed Drottningholmsvägen, Hjalmar Söderbergs väg och Nordenflychtsvägen.
Stationen trafikeras av linje 17, 18 och 19 och den öppnades 26 oktober 1952.  Det är en av få innerstadsstationer som inte är underjordisk. Entrén är från Nordenflychtsvägen. På plattformen finns en skulpturgrupp i brons Resande med djur av konstnären Carina Wallert, uppförd 1991. 
Stationen ligger 6,7 kilometer från Slussen.

## Galleri

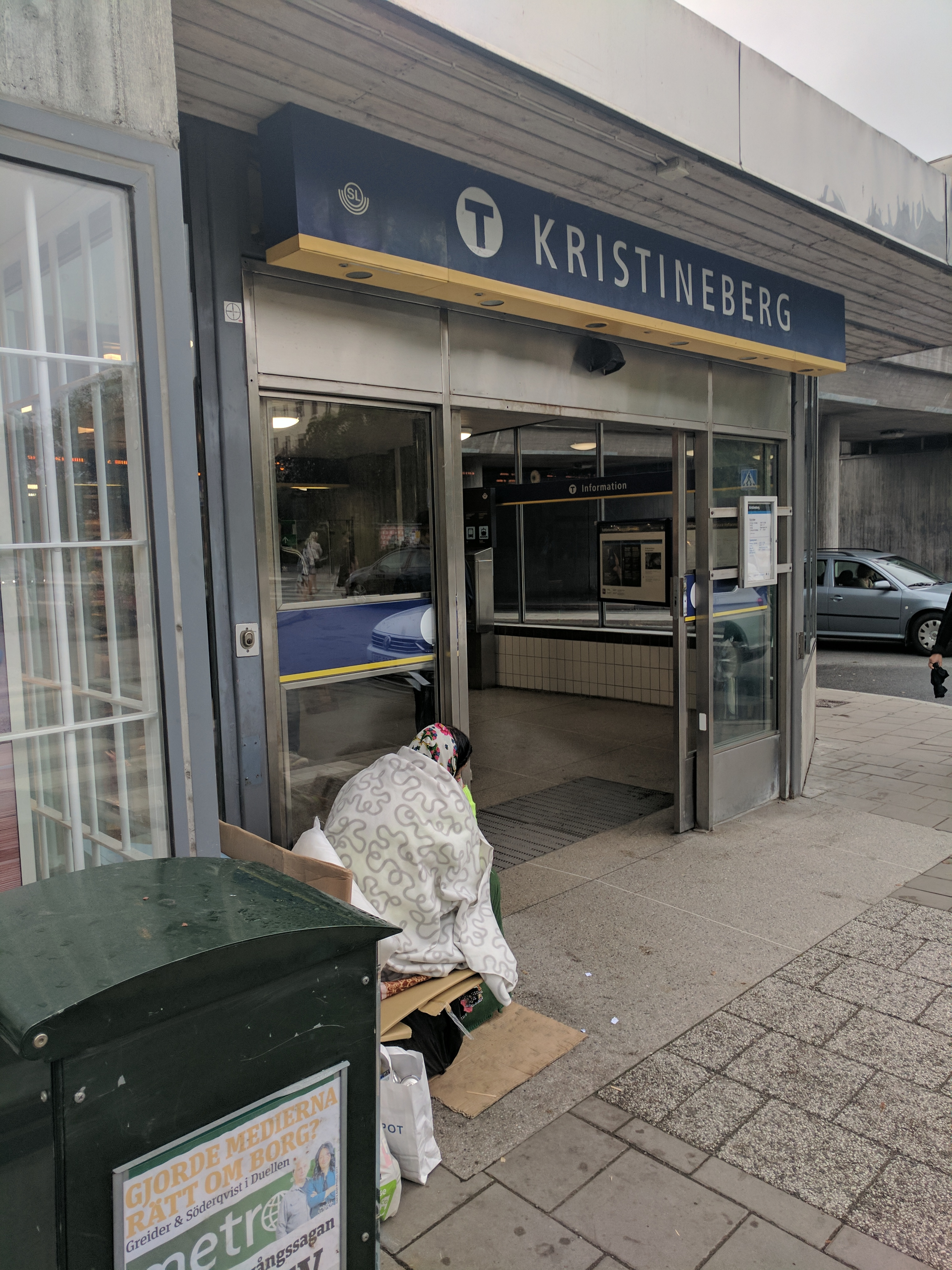
Entrén
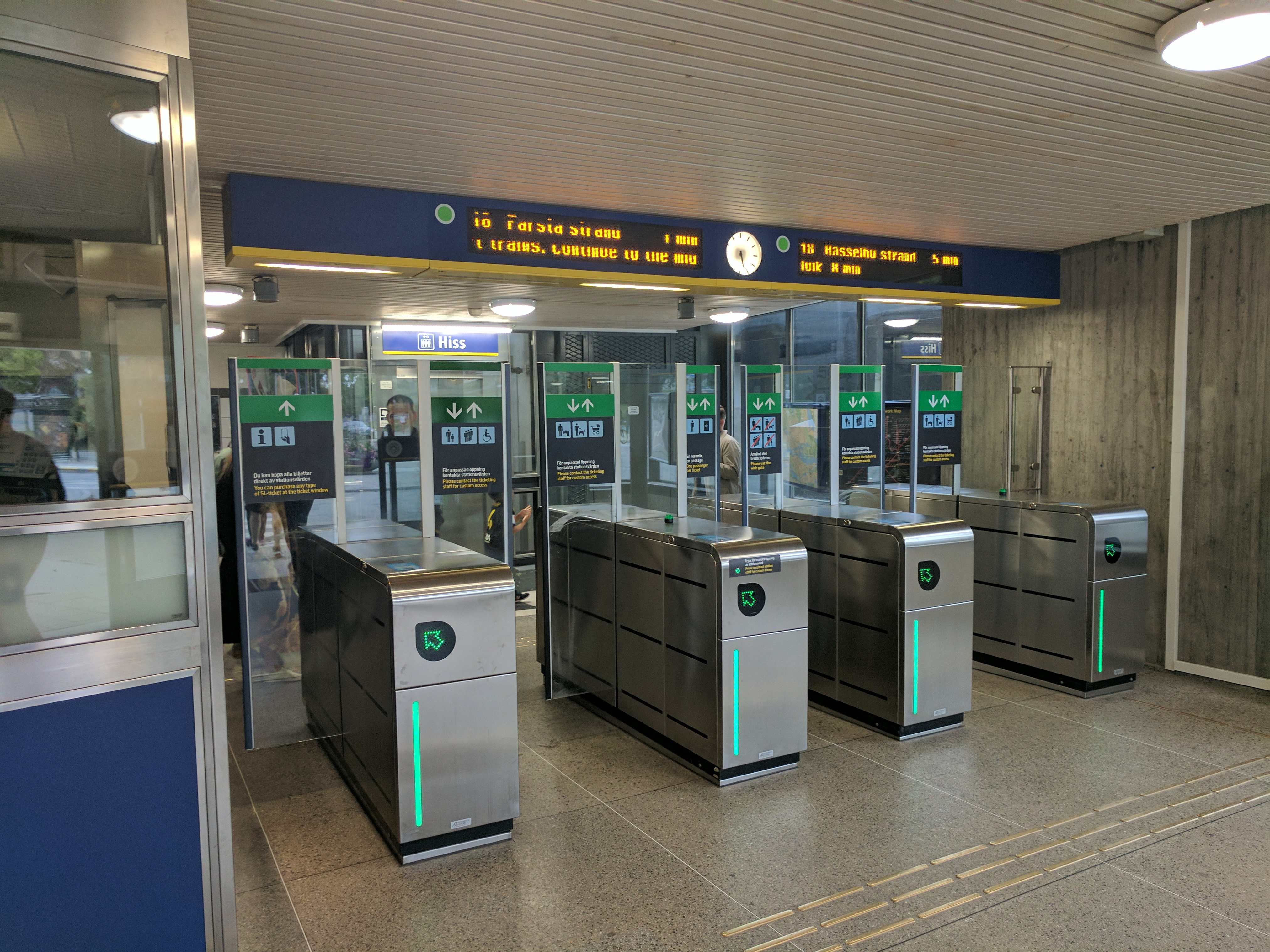
Spärren
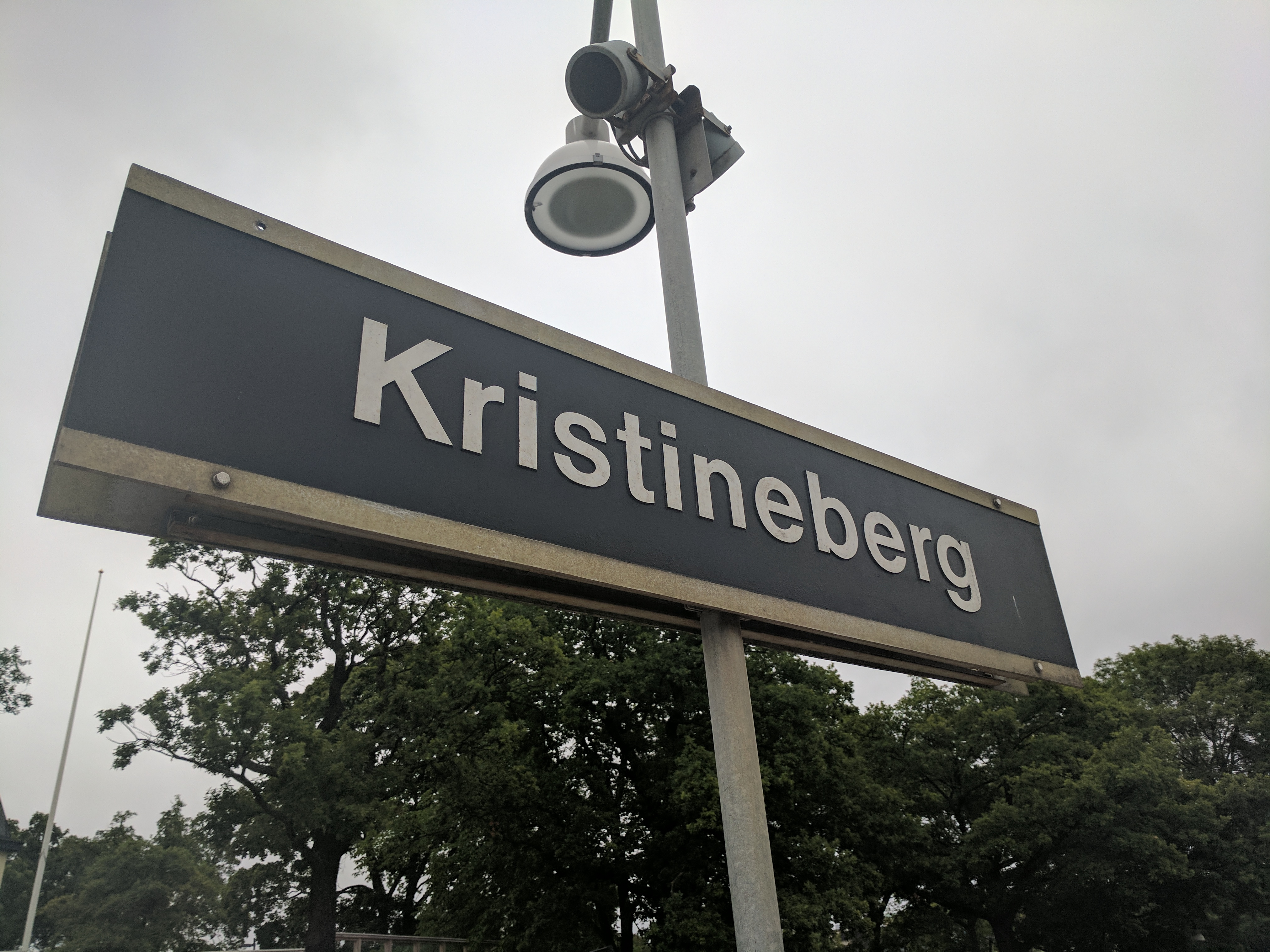
Stationsskylt
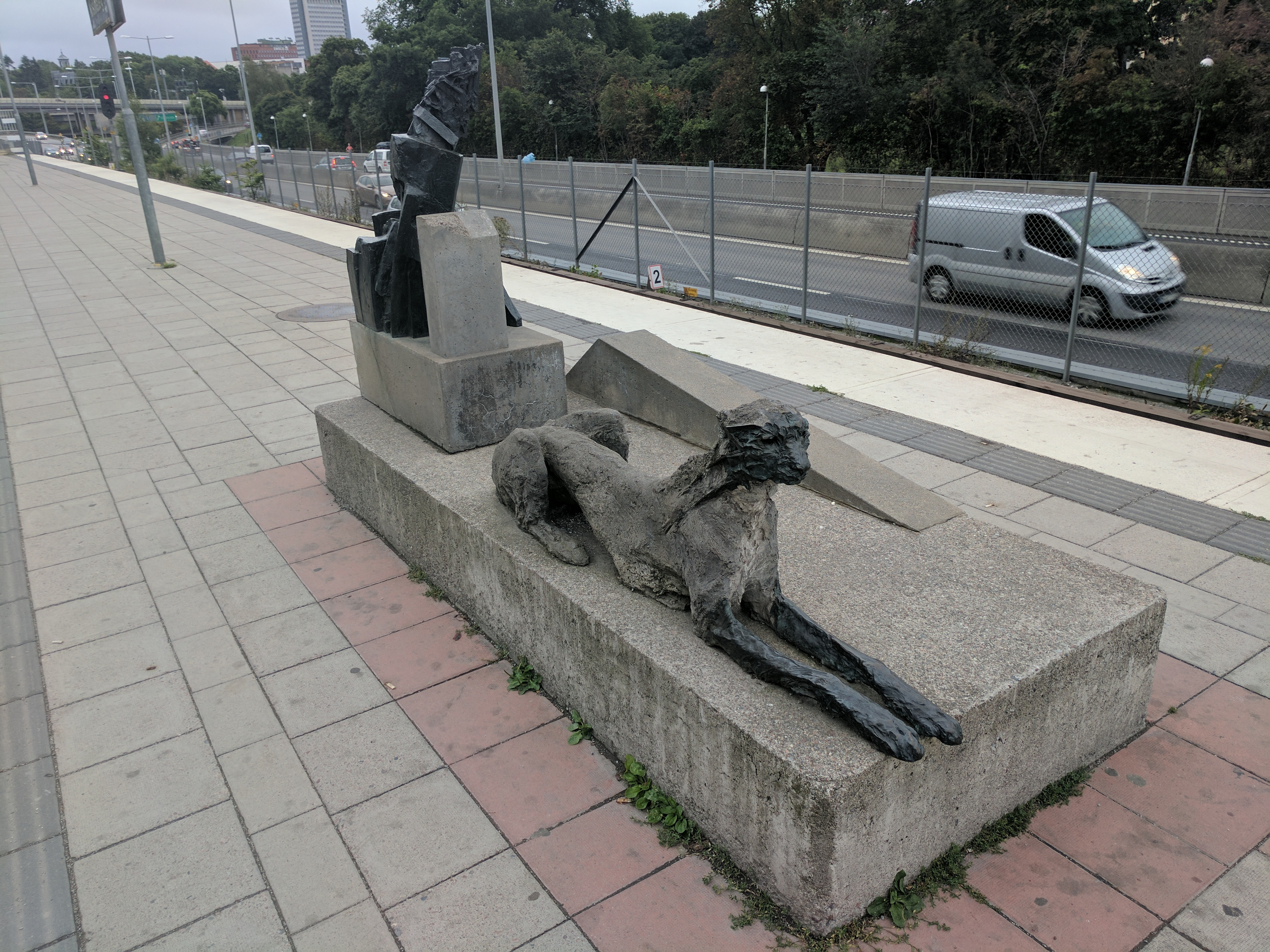
Konstnärlig utsmyckning